# Camino Real de Tierra Adentro
O Camino Real de Tierra Adentro é parte de uma trilha histórica compreendendo Estados Unidos e México. Foi uma rota de 2560 quilômetros entre a Cidade do México e San Juan Pueblo no Novo México, de 1598 a 1882. A seção de 646 quilômetros dentro dos Estados Unidos foi proclamada Trilha Histórica Nacional em 13 de outubro de 2000. 

## UNESCO
Uma seção sul da trilha foi declarada Patrimônio Mundial por "ser uma trilha comercial por mais de 300 anos, transportando principalmente prata extraída das minas de Zacatecas, Guanajuato e San Luis Potosi, e mercúrio importado da Europa...além da importância social, cultural e religiosa entre as culturas espanholas e ameríndias"